# Briennon
Briennon é uma comuna francesa na região administrativa de Auvérnia-Ródano-Alpes, no departamento de Loire. Estende-se por uma área de 23,84 km². Em 2010 a comuna tinha 1 744 habitantes (densidade: 73,2 hab./km²).